# Bataille de Culloden
Seconde rébellion jacobite
Batailles
- Prestonpans
- Falkirk
- Culloden

La bataille de Culloden eut lieu le 16 avril 1746 à Culloden (Écosse). Elle marque l'échec du quatrième des débarquements royalistes en Écosse, après ceux de 1692, 1708, et 1715, et la fin des espoirs de restauration de la lignée des Stuarts sur les trônes d'Écosse et d'Angleterre, avec la fuite du prince Charles Édouard Stuart réduit à implorer l'aide de la jeune Flora MacDonald. Elle s'accompagne d'une intensification de la pression contre le mode de vie traditionnel des Highlanders (qui inclut les clans, les tartans et la cornemuse).
Du point de vue militaire, il s'agit d'une victoire tactique des fusiliers et des canons hanovriens, face à une armée formée principalement de Highlanders écossais issue des clans fidèles à la lignée jacobite. Pour la première fois, la spontanéité de la charge furieuse sabre au clair des guerriers jacobites sera mise en échec par la rigueur et la discipline des fusiliers du duc de Cumberland.

## Contexte
Après avoir menacé de prendre Londres, les troupes de Bonnie reviennent en Écosse poursuivies par les armées du général George Wade (à Newcastle-upon-Tyne) et du prince Guillaume Auguste, duc de Cumberland, ainsi que par une grande milice formée à Londres.
Après leur victoire à la bataille de Prestonpans (septembre 1745), les forces jacobites (en) atteignent Glasgow le 25 décembre 1745. Elles s'approvisionnent et sont rejointes par quelques centaines d'hommes. Elles se heurtent aux forces du général Henry Hawley à la bataille de Falkirk et en sortent victorieuses. Cependant, les forces hanovriennes continuent de faire pression sur Charles qui se replie vers le nord perdant des troupes et échouant à prendre le château de Stirling ou Fort William, mais s'emparant d'Inverness et de Fort Augustus au début avril 1746.

## Bataille
Le duc de Cumberland et son armée arrivent à Nairn le 14 avril 1746 ; les forces jacobites sont à une quinzaine de kilomètres près de Drummossie, dans la brande. Les deux côtés se rencontrent dans cette lande aussi nommée Culloden le 16 avril. Le prince a environ 5 000 hommes et le duc entre 7 000 et 9 000 ; Charles a aussi décidé de prendre personnellement le commandement de ses forces. Il pleut, ce qui rend le terrain marécageux et bosselé défavorable pour une charge. L'armée de Charles vient d'effectuer de longues journées de marche sous un temps pluvieux : elle est démoralisée.

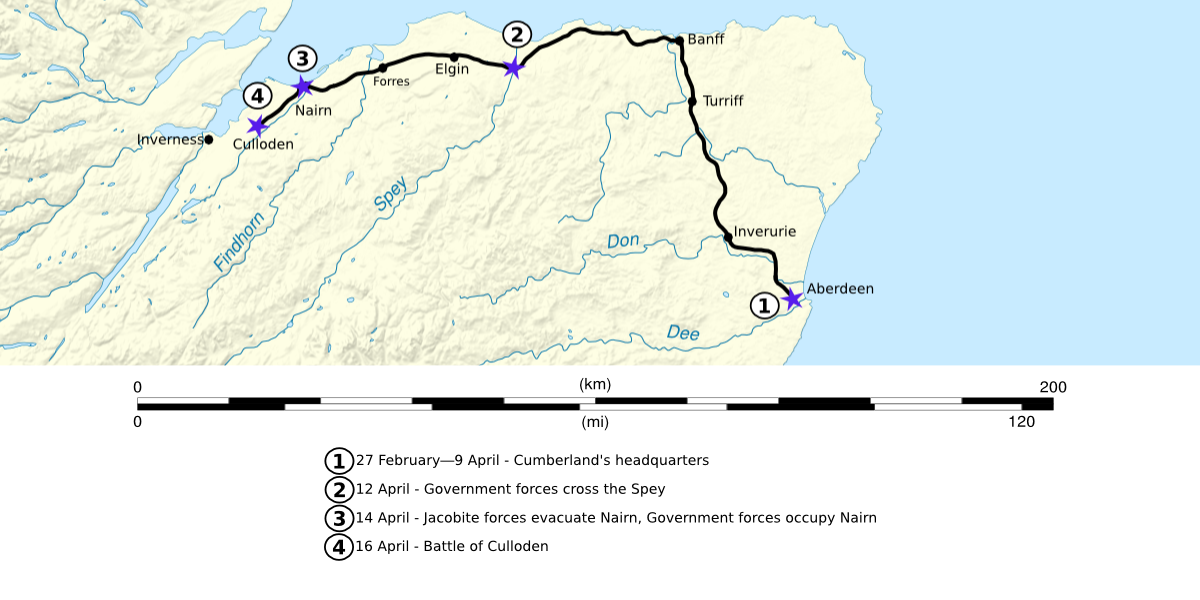
Lieux de la bataille de Culloden.

Les guerriers des Highlands comptent sur leur bravoure, leur force physique, leurs terrifiants cris, leurs haches et leurs claymores sur un champ de bataille barré de murets destinés à les protéger après chacun de leurs raids. Narguer l'adversaire y compris en montrant ses fesses, le forcer à attaquer et le tailler en morceaux, telle était la stratégie.
Les forces du duc se mettent en deux lignes pour recevoir les forces jacobites. Les deux chefs parlementent au petit matin sans résultat.
Pendant les vingt premières minutes, l'artillerie des forces hanovriennes touche les lignes jacobites jusqu'à ce que les Camerons se décident à charger. Les autres clans de Highlanders chargent aussi, sans coordination. L’artillerie anglaise passe en tir à mitraille et les Hanovriens utilisent des grenades (primitives) efficaces derrière les murets. Sur l’aile gauche, quelques jacobites atteignent les lignes du duc mais ces dernières ont été entraînées avec le nouveau fusil à baïonnette. Face à cette efficacité et menacés par la cavalerie, les jacobites sont obligés de battre en retraite. Un petit contingent de cavaliers irlandais d’élite empêche que la retraite ne se transforme en déroute.
En moins d’une heure, à midi, le duc est victorieux. Environ 1 250 jacobites sont morts contre 350 des forces hanovriennes.

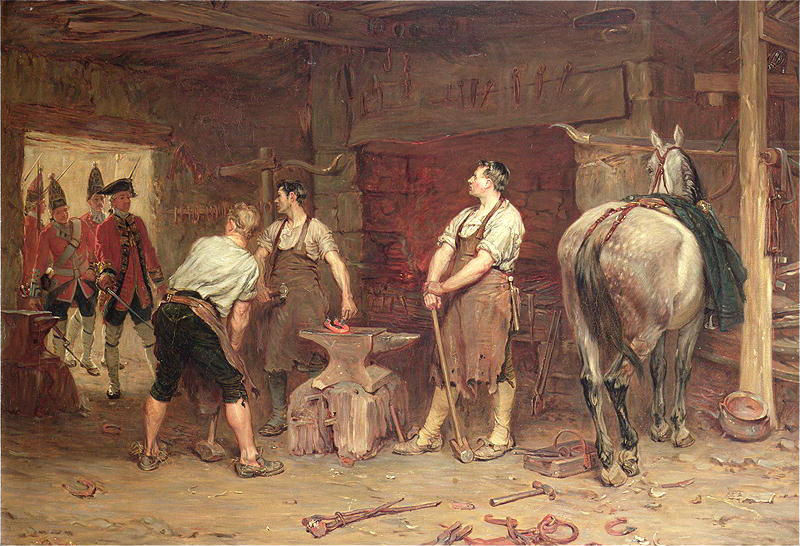
Rebel Hunting : la recherche des Jacobites chez les habitants vue par John Seymour Lucas en 1884.
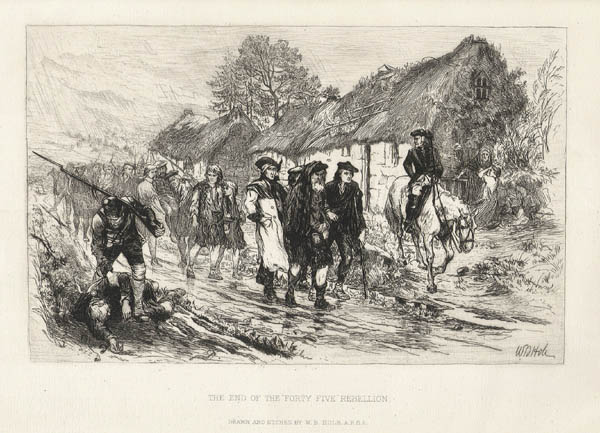
The End of the « Forty-Five » Rebellion de William Hole in The Art Journal 1882.
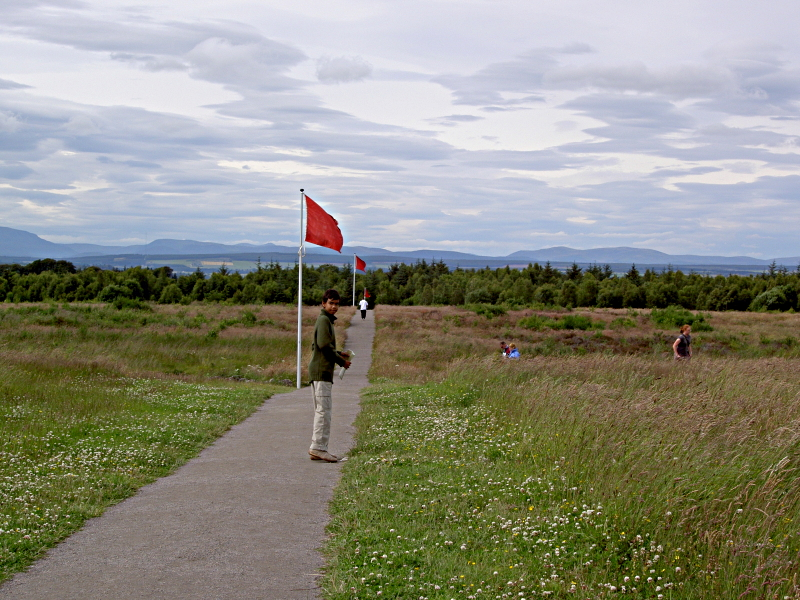
Le champ de bataille en 2008 (la ligne hanovrienne est marquée par des drapeaux et une route).

## Conséquences
Cette défaite entraina une répression sauvage qui valut à Cumberland le surnom de « boucher » (Butcher Cumberland). Il ordonna à ses hommes d'achever les blessés, les prisonniers et même des spectateurs qui étaient là en témoins. Les rescapés furent poursuivis avec acharnement, y compris Charles Édouard Stuart. Trente-deux d'entre eux s'étant réfugiés dans une grange, il y fit mettre le feu. Les maisons proches du champ de bataille furent systématiquement incendiées, pour qu'elles ne servent pas de refuges aux survivants. La répression dura plusieurs mois et on estime à plusieurs dizaines de milliers le nombre des victimes.
Les plus hauts gradés furent emprisonnés à Inverness puis transportés à Londres pour y être jugés. Au total, 120 personnes de droit commun furent exécutées à Carlisle, York, et Kennington (Londres). Les officiers furent exécutés pour crime de haute trahison à Tower Hill. Par exemple, le 18 août 1746, William Boyd, 4e comte de Kilmarnock, et Arthur Elphinstone, seigneur de Balmerino (en), furent décapités à la hache. En juin 1747, une loi d'amnistie permit à 382 prisonniers d'être échangés contre des prisonniers détenus en France.
Autre conséquence, la défiance de Londres envers l'Écosse, qui ouvre la porte au mouvement des Highland Clearances, les chefs de clans écossais se convertissant aux cultures de rentes spéculatives comme le mouton, en enclosant les landes des Highlands, ce qui amène à en expulser les paysans de leurs propres clans, dont beaucoup sont poussés à émigrer aux États-Unis où ils s'installent le long des Appalaches par la Great Wagon Road (en).
Charles-Edouard entreprit de se cacher dans les Highlands puis dans les îles pendant plusieurs mois. Sa tête avait été mise à prix par le pouvoir hanovrien de Londres. Il ne put regagner la France que grâce au soutien, trop tardif de Louis XV. Il perdit peu à peu les soutiens des puissances européennes et ne put compter que sur l'aide du Vatican et de son frère le cardinal Henry Stuart.

## Armées
C’est le dernier affrontement terrestre important sur le sol britannique, pourtant devenu en 1707 un seul et même pays (ratification de l'Acte d'Union des Royaumes d'Ecosse et d'Angleterre). Il est à noter que parmi les Hanovriens il y avait un important contingent allemand d'origine hessoise et des Écossais des Lowlands, alors que les jacobites comprenaient des soldats vétérans irlandais, quelques Anglais et plusieurs centaines de Français. Parmi eux, le marquis d'Éguilles, d'origine provençale, était considéré par le dernier prétendant, Charles-Édouard, comme la caution de Louis XV. En dépit de soutiens militaires et monétaires tardifs, celui-ci s'avéra insuffisant.
Dans La Société du spectacle, Guy Debord, par ailleurs co-auteur d'un jeu de guerre, considère cette bataille, avec la Fronde, comme les derniers feux de la féodalité mourante.
Gérard Valin a évoqué les intérêts stratégiques en présence, montrant la pusillanimité du cabinet de Versailles, qui n'a pas su mettre en œuvre, en temps utile, une manœuvre efficace de diversion militaire.

### Sources et bibliographie
- Michel Duchein, Histoire de l’Écosse, Paris, éditions Fayard, 1998, 593 p. (ISBN 2-213-60228-X, OCLC 301601628).
- (en) James Grant, British battles on land and sea, vol. 2 : 1745-1826, Londres, Cassell & Company, Limited, 1880, 576 p. (OCLC 5866126, lire en ligne), p. 29 et suiv.
- Gérard Valin, Les Jacobites, la papauté et la Provence, Paris, L'Harmattan, coll. « Historiques / Travaux », 2019, 223 p. (ISBN 978-2-343-16994-1).

#### Bases de données et dictionnaires
- Notices dans des dictionnaires ou encyclopédies généralistes :   - Britannica
  - Larousse
- Notices d'autorité :   - BnF (données)
  - LCCN
  - Israël